# Limosna de amor
Limosna de amor es el tercer álbum del grupo rumbero extremeño Los Chunguitos.

## Lista de canciones
1. Limosna de amor - 3:31
2. Adiós, adiós - 3:31
3. Vacaciones - 3:00
4. Me dices no, me dices sí - 2:54
5. Enfermo de amor - 2:42
6. Que tiene tú - 3:27
7. Qué bonita eres - 3:52
8. La paya - 3:07
9. Sin ti no puedo estar - 3:03
10. Es que el amor es así - 2:50
11. Ven por favor (BSO Perros callejeros 2: Busca y captura) - 2:50
12. Como yegua brava (BSO Perros callejeros 2: Busca y captura) - 3:07

## Sencillos
- La paya
- Ven por favor (BSO Perros callejeros 2: Busca y captura)
- Como yegua brava (BSO Perros callejeros 2: Busca y captura)